# Diocesi di Mauriana
La diocesi di Mauriana (in latino Dioecesis Maurianensis) è una sede soppressa e sede titolare della Chiesa cattolica.

## Storia
Mauriana, nell'odierna Algeria, è un'antica sede episcopale della provincia romana della Mauritania Cesariense.
Unico vescovo attribuibile con certezza a questa diocesi africana è Secondo, il cui nome appare all'88º posto nella lista dei vescovi della Mauritania Cesariense convocati a Cartagine dal re vandalo Unerico nel 484; Secondo, come tutti gli altri vescovi cattolici africani, fu condannato all'esilio.
Viene assegnato a Mauriana anche il vescovo Luciano, che avrebbe assistito ad un concilio celebrato a Roma nel 337 all'epoca di papa Giulio I. Secondo Mesnage si tratterebbe di un'altra diocesi, perché non si riesce a capire come abbia potuto un oscuro vescovo della Mauritania Cesariense partecipare ad un sinodo a Roma nella prima metà del IV secolo; la sua sede di appartenenza è presumibilmente quella di Mariana in Corsica. Ulteriori studi hanno dimostrato che gli atti di questo concilio sono un falso, composto verso la metà del IX secolo.
Dal 1933 Mauriana è annoverata tra le sedi vescovili titolari della Chiesa cattolica; dall'8 novembre 2024 il vescovo titolare è Rene Ramirez, R.C.I., vescovo ausiliare di Melbourne.

## Cronotassi

### Vescovi residenti
- Luciano ? † (menzionato nel 337 circa)
- Secondo † (menzionato nel 484)

### Vescovi titolari
- Johannes Gerardus Maria Willebrands † (4 giugno 1964 - 28 aprile 1969 nominato cardinale diacono dei Santi Cosma e Damiano)
- Pio Laghi † (24 maggio 1969 - 28 giugno 1991 nominato cardinale diacono di Santa Maria Ausiliatrice in via Tuscolana)
- Petar Šolic † (14 dicembre 1991 - 6 dicembre 1992 deceduto)
- Juan Carlos Maccarone † (30 gennaio 1993 - 3 luglio 1996 nominato vescovo di Chascomús)
- Nicholas Anthony DiMarzio (10 settembre 1996 - 7 giugno 1999 nominato vescovo di Camden)
- Aurel Percă (29 settembre 1999 - 21 novembre 2019 nominato arcivescovo di Bucarest)
- José Adolfo Larregain, O.F.M. (21 marzo 2020 - 27 settembre 2024 nominato arcivescovo coadiutore di Corrientes)
- Rene Ramirez, R.C.I., dall'8 novembre 2024